# 가면라이더 오즈 10th 부활의 코어메달
가면라이더 오즈 10th 부활의 코어메달은 가면라이더 오즈의 10주년 기념 V시넥스트이다. 지금까지 슈퍼전대 시리즈에서 방송 10주년 기념작이 나오는 경우는 종종 있었지만 가면라이더 시리즈에서 10주년 작품이 나오는 것은 오즈가 최초이다. 2022년 3월 12일부터 기간한정 상영을 했고 8월 24일 BD/DVD로 발매.

## 등장인물
- 히노 에이지 - 와타나베 슈
- 앙크 - 미우라 료스케
- 다테 아키라 - 이와나가 히로아키
- 고토 신타로 - 키미지마 아사야
- 이즈미 히나 - 타카다 리호
- 시라이시 치요코 - 카이 마리에
- 사토나카 에리카 - 아리스에 마유코
- 코우가미 코우세이 - 우카지 타카시
- 왕 / 가면라이더 고대 오즈
- 카자리 - 하시모토 타이토
- 우바 - 야마다 유스케
- 메즐 - 미키 호노카
- 가멜 - 마츠모토 히로유키